# Joe Clark
Charles Joseph Clark, detto Joe (High River, 5 giugno 1939), è un politico canadese.
Fu il sedicesimo Primo ministro del Canada dal 4 giugno 1979 al 3 marzo 1980.

## Biografia
Charles Joseph Clark nacque in High River, Alberta da Charles A. Clark e Grace Welch. Nel 1973, sposò Maureen McTeer da cui ebbe una figlia (Catherine).